# USS Woodworth (DD-460)
Lo USS Woodworth (DD-460) è stato un cacciatorpediniere della United States Navy, appartenente alla classe Benson. Durante la seconda guerra mondiale combatté sul fronte dell'Oceano Pacifico. Il 15 gennaio 1951 fu ufficialmente ceduto alla ricostituita flotta da guerra italiana (Marina Militare), ribattezzato Artigliere con distintivo ottico D 553 e, con un altro cacciatorpediniere ex statunitense – rinominato Aviere – costituì la classe Artigliere.
Il vecchio Woodworth mantenne la dotazione d'artiglieria su quattro cannoni da 127/38 mm, costituendo una preziosa aggiunta all'arma navale italiana postbellica anche grazie agli aggiornamenti delle nuove apparecchiature elettroniche per la direzione del tiro.

## Servizio operativo

### United States Navy
La realizzazione della nave è avvenuta nel cantiere Bethlehem di San Francisco, dove il suo scafo fu impostato sugli scali il 30 aprile 1941 e varato il successivo 29 novembre; entrando in servizio il 30 aprile 1942.

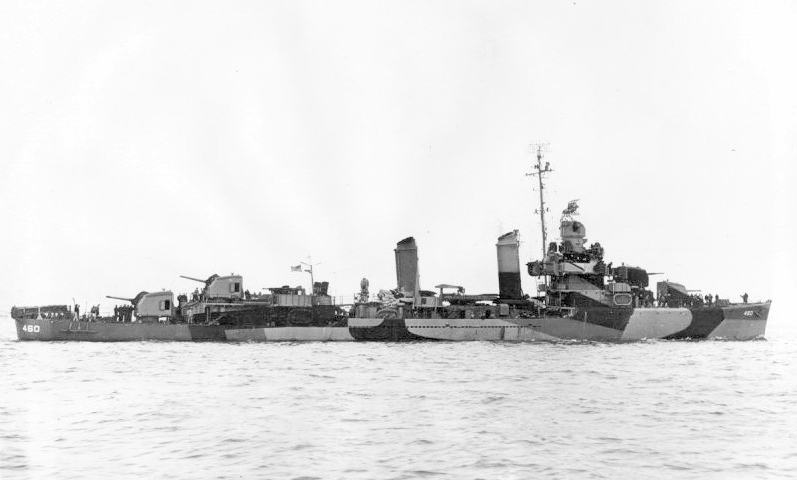
La nave nel 1944

Dopo avere raggiuntao la piena operatività verso la fine del 1942 la nave venne destinata nel Pacifico sud-occidentale, come unità di scorta ed in una di queste, mentre scortava una nave cisterna subì l'attacco di sei aerei giapponesi durato pochi minuti, che non causò né danni né vittime ad entrambe le navi. Il 30 giugno, 1943 mentre la nave era in appoggio allo sbarco sull'isola di Rendova, venne attaccata da una dozzina di aerosiluranti e bombardieri giapponesi. Le manovre evasive della nave ebbero successo ed ebbe solo un ferito fra i membri dell'equipaggio e qualche lieve sforacchiamento alle sovrastrutture. La maggior parte degli attaccanti venne colpita precipitando in mare. Il 13 gennaio 1944 con altre unità partecipò a bombardamenti di disturbo contro installazioni costiere giapponesi e per quasi tutto il mese di febbraio, con altre unità navali diede una caccia serrata alle superstiti unità da trasporto nemiche che ancora si aggiravano fra le isole. Nell'aprile dello stesso anno, fece ritorno a San Francisco via Pearl Harbor, scortando un convoglio di 5 trasporti per poi entrare in bacino di carenaggio a Mare Island. Il 21 Luglio fece rotta per Pearl Harbor con un gruppo di unità navali tra cui c'era anche l'incrociatore Baltimore con a bordo il presidente, Roosevelt, che doveva incontrare l'ammiraglio Chester Nimitz ed il generale Douglas MacArthur per concordare con loro le successive strategie americane nel Pacifico. Il 10 ottobre la nave venne impiegata in una missione di scorta alle portaerei che attaccarono la base di Aparri, nel Nord delle Filippine, ed ancora in mani giapponesi. Alcuni giorni dopo la nave soffrì alcuni danni a causa di un violento tifone. Fra missioni di scorta e bombardamenti costieri la nave continuò la sua attività fino alla primavera del 1945, partecipando come scorta alle portaerei per altre incursioni sulle isole Miyako, Sakishima e Ryūkyū e il 20 settembre 1945 era all'ancora nella baia di Tokyo per essere poi distaccato nell'Oceano Atlantico alla fine del novembre di quell'anno ed essere stato posto in riserva l'11 aprile 1946, per essere successivamente utilizzato per compiti addestrativi.
Rientrò in servizio il 21 novembre 1950 e il 14 gennaio 1951 entrò in cantiere a New York per essere ammodernato in vista della cessione all'Italia, che avvenne il 15 giorno successivo; fu quindi radiato dal registro navale americano il successivo 22 gennaio.

### Marina Militare
La nave entrata in servizio l'11 giugno 1951 nella Marina Militare Italiana, venne ribattezzata Artigliere ed ebbe inizialmente il distintivo ottico AR e, in seguito all'entrata dell'Italia nella NATO, nel 1953 ebbe il distintivo ottico D 553.

Il cacciatorpediniere Artigliere dopo la cessione all'Italia

In occasione del disastroso terremoto di Argostoli nell'estate 1953 la nave fu inviata da Taranto a Cefalonia portando i primi soccorsi.
Il 26 ottobre 1954 la nave presenziò al ritorno di Trieste all'Italia, insieme all'incrociatore Duca degli Abruzzi ed ai cacciatorpediniere Granatiere e Grecale (quest'ultimo fu la prima unità della Marina Militare ad entrare nel Porto di Trieste), con la folla festante che poté salire a bordo delle navi per manifestare ai rispettivi equipaggi la grande gioia per il ritorno della città all'Italia.
L'Artigliere trascorse nella Marina Militare un ventennio fra esercitazioni ed addestramenti vari, svolgendo anche il compito di nave sede di comando per la Flottiglia Motocannoniere rimanendo in servizio attivo fino al 1970 e andando in disarmo nel gennaio 1971. Dopo essere stata posta in disarmo, l'unità venne usata a scopi didattici alle scuole CEMM della Maddalena. Nel 1981 venne decisa la sua demolizione ma la nave affondò parzialmente in pochi metri d'acqua mentre era agli ormeggi davanti alle scuole CEMM di La Maddalena, inclinata a dritta, con ponte di coperta a pelo d'acqua, presumibilmente, per essere stata trascurata troppo a lungo, per il cedimento di qualche tubazione o presa a mare. La nave rimase ancora diversi mesi a La Maddalena e dopo che si era a lungo ipotizzato della possibilità di rottamarlo all'arsenale di La Maddalena, venne deciso il recupero ed il relativo rimorchio fino all'arsenale della Spezia. Il 27 Maggio 1983 la nave venne ancora un'ultima volta presa a rimorchio, per uscire fuori dal golfo della Spezia e una volta fermata al largo e mollate le cime di rimorchio venne affondata come bersaglio da un siluro sperimentale lanciato dal sottomarino Nazario Sauro. Una delle eliche, con stampigliato "Woodworth", si trova su un plinto di fronte alle scuole CEMM di La Maddalena.
Immagini della nave dopo il disarmo e dell'affondamento

L'Artigliere nel 1982 in disarmo alla Spezia, già parzialmente smantellato
L'Artigliere in affondamento dopo essere stato colpito da un siluro del sommergibile Sauro

## Altre unità con lo stesso nome
Altre tre unità avevano avuto nella Regia Marina il nome Artigliere.
1. La prima unità fu un cacciatorpediniere costruito nel Cantiere Ansaldo di Genova, varato nel 1907, consegnato lo stesso anno alla Regia Marina e rimasto in servizio fino al 1923, dopo aver partecipato nel 1911 alle operazioni navali nel conflitto italo turco ed alla prima guerra mondiale, e dopo che nel 1921 era stato classificato torpediniera.
2. La seconda unità ad avere il nome Artigliere fu un cacciatorpediniere della classe Soldati che, costruito dai Cantieri OTO di Livorno, entrò in servizio nella Regia Marina il 14 novembre 1938. Durante la seconda guerra mondiale, dopo aver preso parte a 28 missioni di guerra tra le quali la battaglia di Punta Stilo, fu affondato il 12 ottobre 1940, dall'incrociatore della Royal Navy HMS York. Il suo comandante Carlo Margottini, caduto in plancia, fu decorato di Medaglia d'Oro al Valor Militare alla memoria.
3. La terza unità fu il cacciatorpediniere Camicia Nera, gemello del precedente costruito come il gemello negli stabilimenti OTO di Livorno, entrando in servizio, il 30 giugno 1938, che dopo la caduta del regime fascista, il 30 luglio 1943 fu ribattezzato Artigliere in onore del gemello perduto. Durante la guerra ebbe alcune modifiche al suo armamento ed ebbe installato l'ecogoniometro. Al termine della guerra, in base alle clausole del trattato di pace, fu ceduto in conto riparazione danni di guerra all'Unione Sovietica, prestando servizio nella flotta del Mar Nero fino al suo disarmo, avvenuto nel 1958.

Il nome Artigliere venne poi ereditato nella Marina Militare da un pattugliatore di squadra della Classe Soldati andato in disarmo alla fine del 2013.